# Blandon
Blandon es un lugar designado por el censo ubicado en el condado de Berks en el estado estadounidense de Pensilvania. En el año 2010 tenía una población de 7.152 habitantes.

## Geografía
Blandon se encuentra ubicado en las coordenadas 40°26′46″N 75°52′49″O / 40.44611, -75.88028.